# Quảng Ninh, Quảng Bình
Quảng Ninh är ett administrativt område i den vietnamesiska provinsen Quang Binh. Totalt har området ett invånarantal på 91 938 (2008) och en area på 1190,89 km².